# Ройек-Львів
Ройек-Львів — спільне Українсько-Чеське підприємство, що спеціалізується на оснащенні сучасним технологічним обладнанням деревообробних та меблевих підприємств. Також займається виробництвом і поставкою опалювального обладнання на різних видах сипкого та кускового палива.
Заснована в 1993 році, за підтримки всесвітньо відомої чеської фірми "ROJEK", яка має досвід роботи з деревообробним обладнанням з 1921 року.
СП «Ройек-Львів» з 1999 року першим в Україні розробило та налагодило виробництво автоматичних котлів "Стожари" - енергетичних комплексів автоматичного спалювання відходів деревини для обігріву приміщень і сушильних камер, які водночас вирішують проблеми екологічної утилізації відходів, економії енергоносіїв, безвідходності виробництва.
Котли виробництва СП "Ройек-Львів" використовують для обігріву житлових, побутових і виробничих приміщень площею 200 - 20000 м2 і сушильних камер з об'ємом до 400 м3.
"Стожари" працюють в автоматичному режимі на різних видах сипкого палива: стружка, тріска, пелети, лоза винограду, шкарлупа горіхів, тирса, деревний пил, кісточки винограду, лушпиння соняшника, костра льону. В якості альтернативного палива використовують: кускові відходи деревини, дрова, гілки, пеньки, деревні брикети, буре або чорне вугілля, сланець, і торфобрикет.
При наявності на підприємстві власної сировинної бази установка твердопаливного автоматичного котла замість газового, окуповується за 4 місяці, а при покупці відходів деревини - за один рік. Крім того, спалювання деревини - екологічно чистіший процес в порівнянні з використанням викопного палива.
Також підприємство поставляє автоматичні і напівавтоматичні піролізні котли для біомаси різних видів виробництва чеської фірми "ROJEK".
У загальному, "Ройек-Львів" співпрацює з 18 європейськими виробниками різних видів деревообробного та котельного обладнання (це виключно приватні фірми), більшість з них – це надійні перевірені роками партнери, які надали підприємству статус ексклюзивного дилера або дистриб’ютора в Україні.
 СП "Ройек-Львів" є ініціатором заснування Львівської виставки "Деревообробка", а з 1998 року співорганізатор її  проведення у продовж 20 років.
 З метою кращого інформаційного та технічного обслуговування Замовників, СП "Ройек-Львів" налагодило сервісну службу при головному офісі у Львові.
Основу активної діяльності на ринку і динамічного розвитку підприємства забезпечують кваліфіковані працівники, випускники і колишні викладачі Львівського лісотехнічного університету, практики-виробничники.
У 2000 році підприємство нагородили[джерело?] медаллю і дипломом Президента України «За заслуги в розбудові економіки України та вагомий внесок у створення гідного міжнародного іміджу нашої Держави».
За 25 років існування підприємство стало одним з передових лідерів[джерело?] в деревообробній сфері.

## Джерело
- http://rojek-lviv.com [Архівовано 9 березня 2022 у Wayback Machine.]